# 309
309 (CCCIX) fue un año común comenzado en sábado del calendario juliano, en vigor en aquella fecha.
En el Imperio romano, el año fue nombrado como el del consulado de Liciniano y Constancio, o menos comúnmente, como el 1062 Ab Urbe condita, adquiriendo su denominación como 309 a principios de la Edad Media, al establecerse el anno Domini.

## Acontecimientos
- En Roma, Eusebio es elegido papa.
- En Persia, Sapor II sube al trono.

## Fallecimientos
- 3 de enero (del 303 al 310): Clemente de Ankara, obispo y mártir cristiano turco (n. 250).
- 16 de enero: Marcelo I, papa romano.
- 5 de noviembre (del 303 al 310): Agatángelo, exmilitar romano y mártir cristiano turco (n. 253).